# Ereñoko Udala Sari Nagusia
L'Ereñoko Udala Sari Nagusia est une course cycliste espagnole disputée chaque année à Ereño (Guipuscoa), dans la communauté autonome du Pays basque. Créée en 2004, elle fait partie du calendrier du Torneo Euskaldun. 

## Parcours
Cette épreuve se déroule sur un court tracé de 105 kilomètres qui concentre 1 770 mètres de dénivelé positif. L'Alto de Natxitua, situé à cinq kilomètres de l'arrivée, est considéré comme le juge de paix de la course, bien que le dernier kilomètre à Ereño soit également exigeant. 
La course présente des premiers kilomètres favorables, longeant l'estuaire dans le sens des aiguilles d'une montre. Arrivés à Ibarrangelu, les coureurs tournent à gauche pour faire face à Natxitua, rejoignent Ispaster et retournent à Ereño, où se trouve le premier sprint intermédiaire  (km 38) à l'intérieur des terres. 
Une nouvelle « boucle » amène les cyclistes à Ibarrangelu, où cette fois ils continuent directement vers Ereño (km 61) et se dirigent vers Guernica. La commune est bordée au nord, avant d'escalader l'Alto de Nabarniz (3ème catégorie-km 78), une ascension importante de sept kilomètres à 5 % de pente moyenne.
En traversant le sprint intermédiaire à Ereño (km 81), les cyclistes tournent à droite et prennent le chemin inverse à celui décrit dans le premier tour. Depuis Ispaster, où sera placé le dernier sprint intermédiaire (km 93), ils remontent l'Alto de Natxitua par le versant difficile (2e catégorie-km 100) à 2,5 km à plus de 8 %, avec certains passages dépassant les 10 %. Au sommet, il y a moins de 5 kilomètres jusqu'à la ligne d'arrivée d'Ereño.

## Palmarès
| Année | Vainqueur             | Deuxième                       | Troisième                |
| ----- | --------------------- | ------------------------------ | ------------------------ |
| 2004  | José Joaquín Rojas    | Alberto Fernández de la Puebla | Óscar García-Casarrubios |
| 2005  | Julen Goikoetxea (en) | Javier Iriarte                 | Beñat Intxausti          |
| 2006  | Rubén Reig            | Beñat Intxausti                | Alberto Ramos            |
| 2007  | Jonathan Castroviejo  | Miguel Mínguez                 | Alberto Ramos            |
| 2008  | Noel Martín           | Alberto González Martínez      | Higinio Fernández        |
| 2009  | Noel Martín           | Ramón Domene                   | Aitor Ocampos            |
| 2010  | Illart Zuazubiskar    | Omar Fraile                    | Ramón Domene             |
| 2011  | Fernando Grijalba     | Rafael Márquez                 | Haritz Orbe              |
| 2012  | Fernando Grijalba     | Aitor González Prieto          | Ibai Salas               |
| 2013  | Loïc Chetout          | Imanol Estévez                 | Fernando Grijalba        |
| 2014  | Marc Soler            | Cristian Astals                | Jorge Arcas              |
| 2015  | Julen Amézqueta       | Jonathan Lastra                | Iker Azkarate            |
| 2016  | Antonio Jesús Soto    | David Casillas                 | Gotzon Martín            |
| 2017  | Urko Berrade          | Mauricio Moreira               | Txomin Juaristi          |
| 2018  | Carlos Ruiz           | Jordi López                    | Jorge Bueno              |
| 2019  | Jon Agirre            | Martín Bouzas                  | Carmelo Urbano           |
| 2020  | Joseba López          | Alfonso Plà                    | Unai Iribar              |
| 2021  | Unai Iribar           | Oier Aldama                    | Xabier Berasategi        |
| 2022  | Enekoitz Azparren     | Xabier Berasategi              | Fergus Robinson          |
| 2023  | Samuel Fernández      | Dylan Westley                  | Iker Mintegi             |
| 2024  | Hugo Aguilar          | Lucas Towers                   | Iñaki Trujillo           |
| 2025  | Gorka Corres          | Pablo Ara Pérez                | Charlie Meredith         |